# Coralliocaris nudirostris
Coralliocaris nudirostris är en kräftdjursart som först beskrevs av Heller 1861.  Coralliocaris nudirostris ingår i släktet Coralliocaris och familjen Palaemonidae. Inga underarter finns listade i Catalogue of Life.